# Мойсес Сан-Ніколас
Мойсес Сан-Ніколас (кат. Moisés San Nicolás, нар. 17 вересня 1993, Андорра-ла-Велья) — андоррський футболіст, захисник клубу «Санта-Колома» і національної збірної Андорри.

## Клубна кар'єра
У дорослому футболі дебютував 2011 року виступами за команду «Андорра», в якій провів три сезони, взявши участь у 42 матчах на рівні п'ятого іспанського дивізіону.
Згодом продовжив кар'єру у командах внутрішньої андоррської першості — «Ордіно» та «Лузітанос».
2017 року уклав контракт з клубом «Санта-Колома», у складі якого провів наступні три роки своєї кар'єри гравця. Згодом протягом трьох сезонів захищав кольори «Атлетік Ескальдес», після чого повернувся до лав «Санта-Коломи». 

## Виступи за збірні
2010 року дебютував у складі юнацької збірної Андорри (U-19), загалом на юнацькому рівні взяв участь у 6 іграх.
Протягом 2011–2014 років залучався до складу молодіжної збірної Андорри. На молодіжному рівні зіграв у 13 офіційних матчах, забив 1 гол.
2012 року дебютував в офіційних матчах у складі національної збірної Андорри.
| Дата       | Місто                      | Господарі            | Результат | Гості                | Турнір                               | Голи | Примітки   |
| ---------- | -------------------------- | -------------------- | --------- | -------------------- | ------------------------------------ | ---- | ---------- |
| 12-10-2012 | Роттердам                  | Нідерланди           | 3 – 0     | Андорра              | Відбір до ЧС 2014                    | -    | 52'        |
| 16-10-2012 | Андорра-ла-Велья           | Андорра              | 0 – 1     | Естонія              | Відбір до ЧС 2014                    | -    |            |
| 14-11-2012 | Андорра-ла-Велья           | Андорра              | 0 – 2     | Ісландія             | товариський матч                     | -    |            |
| 22-3-2013  | Андорра-ла-Велья           | Андорра              | 0 – 2     | Туреччина            | Відбір до ЧС 2014                    | -    |            |
| 26-3-2013  | Таллінн                    | Естонія              | 2 – 0     | Андорра              | Відбір до ЧС 2014                    | -    |            |
| 6-9-2013   | Кайсері                    | Туреччина            | 5 – 0     | Андорра              | Відбір до ЧС 2014                    | -    | 42'        |
| 10-9-2013  | Андорра-ла-Велья           | Андорра              | 0 – 2     | Нідерланди           | Відбір до ЧС 2014                    | -    |            |
| 15-10-2013 | Будапешт                   | Угорщина             | 2 – 0     | Андорра              | Відбір до ЧС 2014                    | -    | 87', 88'   |
| 10-10-2014 | Брюссель                   | Бельгія              | 6 – 0     | Андорра              | Відбір до ЧЄ 2016                    | -    | 89'        |
| 28-3-2015  | Андорра-ла-Велья           | Андорра              | 0 – 3     | Боснія і Герцеговина | Відбір до ЧЄ 2016                    | -    |            |
| 6-6-2015   | Андорра-ла-Велья           | Андорра              | 0 – 1     | Екваторіальна Гвінея | товариський матч                     | -    | 67'        |
| 3-9-2015   | Хайфа                      | Ізраїль              | 4 – 0     | Андорра              | Відбір до ЧЄ 2016                    | -    | 59'        |
| 6-9-2015   | Зениця                     | Боснія і Герцеговина | 3 – 0     | Андорра              | Відбір до ЧЄ 2016                    | -    |            |
| 10-10-2015 | Андорра-ла-Велья           | Андорра              | 1 – 4     | Бельгія              | Відбір до ЧЄ 2016                    | -    |            |
| 13-10-2015 | Кардіфф                    | Уельс                | 2 – 0     | Андорра              | Відбір до ЧЄ 2016                    | -    |            |
| 12-11-2015 | Андорра-ла-Велья           | Андорра              | 0 – 1     | Сент-Кіттс і Невіс   | товариський матч                     | -    | 51'        |
| 26-5-2016  | Бад-Ерлах                  | Азербайджан          | 0 – 0     | Андорра              | товариський матч                     | -    | 89'        |
| 28-5-2016  | Аттард                     | Андорра              | 0 – 1     | Молдова              | товариський матч                     | -    | 86'        |
| 1-6-2016   | Таллінн                    | Естонія              | 2 – 0     | Андорра              | товариський матч                     | -    | 64'        |
| 7-10-2016  | Авейру (значення)          | Португалія           | 6 – 0     | Андорра              | Відбір до ЧС 2018                    | -    | 49'        |
| 10-10-2016 | Андорра-ла-Велья           | Андорра              | 1 – 2     | Швейцарія            | Відбір до ЧС 2018                    | -    |            |
| 13-11-2016 | Будапешт                   | Угорщина             | 4 – 0     | Андорра              | Відбір до ЧС 2018                    | -    |            |
| 22-2-2017  | Серравалле                 | Сан-Марино           | 0 – 2     | Андорра              | товариський матч                     | -    | 67'        |
| 25-3-2017  | Андорра-ла-Велья           | Андорра              | 0 – 0     | Фарерські острови    | Відбір до ЧС 2018                    | -    | 90'        |
| 9-6-2017   | Андорра-ла-Велья           | Андорра              | 1 – 0     | Угорщина             | Відбір до ЧС 2018                    | -    | 37'        |
| 16-8-2017  | Бертон-апон-Трент          | Андорра              | 0 – 1     | Катар                | товариський матч                     | -    | 45'        |
| 3-9-2017   | Торсгавн                   | Фарерські острови    | 1 – 0     | Андорра              | Відбір до ЧС 2018                    | -    | 70'        |
| 7-10-2017  | Андорра-ла-Велья           | Андорра              | 0 – 2     | Португалія           | Відбір до ЧС 2018                    | -    | 57'        |
| 21-3-2018  | Ла-Лінеа-де-ла-Консепсьйон | Ліхтенштейн          | 0 – 1     | Андорра              | товариський матч                     | -    | 73'        |
| 3-6-2018   | Кова-да-Пієдаде            | Андорра              | 2 – 4     | Кабо-Верде           | товариський матч                     | -    |            |
| 18-8-2018  | Гредіг                     | Андорра              | 0 – 0     | ОАЕ                  | товариський матч                     | -    |            |
| 6-9-2018   | Рига                       | Латвія               | 0 – 0     | Андорра              | Ліга націй УЄФА 2018-2019 - 1-й етап | -    |            |
| 10-9-2018  | Андорра-ла-Велья           | Андорра              | 1 – 1     | Казахстан            | Ліга націй УЄФА 2018-2019 - 1-й етап | -    | 83'        |
| 13-10-2018 | Тбілісі                    | Грузія               | 3 – 0     | Андорра              | Ліга націй УЄФА 2018-2019 - 1-й етап | -    |            |
| 16-10-2018 | Астана                     | Казахстан            | 4 – 0     | Андорра              | Ліга націй УЄФА 2018-2019 - 1-й етап | -    |            |
| 15-11-2018 | Андорра-ла-Велья           | Андорра              | 1 – 1     | Грузія               | Ліга націй УЄФА 2018-2019 - 1-й етап | -    |            |
| 19-11-2018 | Андорра-ла-Велья           | Андорра              | 0 – 0     | Латвія               | Ліга націй УЄФА 2018-2019 - 1-й етап | -    |            |
| 22-3-2019  | Андорра-ла-Велья           | Андорра              | 0 – 2     | Ісландія             | Відбір до ЧЄ 2020                    | -    |            |
| 25-3-2019  | Андорра-ла-Велья           | Андорра              | 0 – 3     | Албанія              | Відбір до ЧЄ 2020                    | -    |            |
| 8-6-2019   | Кишинів                    | Молдова              | 1 – 0     | Андорра              | Відбір до ЧЄ 2020                    | -    |            |
| 11-6-2019  | Андорра-ла-Велья           | Андорра              | 0 – 4     | Франція              | Відбір до ЧЄ 2020                    | -    |            |
| 7-9-2019   | Стамбул                    | Туреччина            | 1 – 0     | Андорра              | Відбір до ЧЄ 2020                    | -    | 50'        |
| 10-9-2019  | Сен-Дені                   | Франція              | 3 – 0     | Андорра              | Відбір до ЧЄ 2020                    | -    |            |
| 11-10-2019 | Андорра-ла-Велья           | Андорра              | 1 – 0     | Молдова              | Відбір до ЧЄ 2020                    | -    |            |
| 14-10-2019 | Рейк'явік                  | Ісландія             | 2 – 0     | Андорра              | Відбір до ЧЄ 2020                    | -    |            |
| 14-11-2019 | Ельбасан                   | Албанія              | 2 – 2     | Андорра              | Відбір до ЧЄ 2020                    | -    |            |
| 17-11-2019 | Андорра-ла-Велья           | Андорра              | 0 – 2     | Туреччина            | Відбір до ЧЄ 2020                    | -    |            |
| 3-9-2020   | Рига                       | Латвія               | 0 – 0     | Андорра              | Ліга націй УЄФА 2020-2021 - 1-й етап | -    | 71'        |
| 6-9-2020   | Андорра-ла-Велья           | Андорра              | 0 – 1     | Фарерські острови    | Ліга націй УЄФА 2020-2021 - 1-й етап | -    | 45'        |
| 7-10-2020  | Андорра-ла-Велья           | Андорра              | 1 – 2     | Кабо-Верде           | товариський матч                     | -    |            |
| 13-10-2020 | Торсгавн                   | Фарерські острови    | 2 – 0     | Андорра              | Ліга націй УЄФА 2020-2021 - 1-й етап | -    | 37'        |
| 11-11-2020 | Лісабон                    | Португалія           | 7 – 0     | Андорра              | товариський матч                     | -    |            |
| 14-11-2020 | Аттард                     | Мальта               | 3 – 1     | Андорра              | Ліга націй УЄФА 2020-2021 - 1-й етап | -    |            |
| 17-11-2020 | Андорра-ла-Велья           | Андорра              | 0 – 5     | Латвія               | Ліга націй УЄФА 2020-2021 - 1-й етап | -    |            |
| 25-3-2021  | Андорра-ла-Велья           | Андорра              | 0 – 1     | Албанія              | Відбір до ЧС 2022                    | -    |            |
| 28-3-2021  | Варшава                    | Польща               | 3 – 0     | Андорра              | Відбір до ЧС 2022                    | -    |            |
| 31-3-2021  | Андорра-ла-Велья           | Андорра              | 1 – 4     | Угорщина             | Відбір до ЧС 2022                    | -    | 15' 62'    |
| 3-6-2021   | Андорра-ла-Велья           | Андорра              | 1 – 4     | Ірландія             | товариський матч                     | -    | 73'        |
| 7-6-2021   | Андорра-ла-Велья           | Андорра              | 0 – 0     | Гібралтар            | товариський матч                     | -    |            |
| 2-9-2021   | Андорра-ла-Велья           | Андорра              | 2 – 0     | Сан-Марино           | Відбір до ЧС 2022                    | -    |            |
| 5-9-2021   | Лондон                     | Англія               | 4 – 0     | Андорра              | Відбір до ЧС 2022                    | -    | 86'        |
| 8-9-2021   | Будапешт                   | Угорщина             | 2 – 1     | Андорра              | Відбір до ЧС 2022                    | -    | 63'        |
| 12-10-2021 | Серравалле                 | Сан-Марино           | 0 – 3     | Андорра              | Відбір до ЧС 2022                    | -    | 28' 90'    |
| 12-11-2021 | Андорра-ла-Велья           | Андорра              | 1 – 4     | Польща               | Відбір до ЧС 2022                    | -    | 84'        |
| 15-11-2021 | Тирана                     | Албанія              | 1 – 0     | Андорра              | Відбір до ЧС 2022                    | -    |            |
| 25-3-2022  | Андорра-ла-Велья           | Андорра              | 1 – 0     | Сент-Кіттс і Невіс   | товариський матч                     | -    | 88'        |
| 28-3-2022  | Андорра-ла-Велья           | Андорра              | 1 – 0     | Гренада              | товариський матч                     | -    | 90'        |
| 25-3-2023  | Андорра-ла-Велья           | Андорра              | 0 – 2     | Румунія              | Відбір до ЧЄ 2024                    | -    | 96'        |
| 28-3-2023  | Приштина                   | Косово               | 1 – 1     | Андорра              | Відбір до ЧЄ 2024                    | -    | 78'        |
| 16-6-2023  | Андорра-ла-Велья           | Андорра              | 1 – 2     | Швейцарія            | Відбір до ЧЄ 2024                    | -    | кап.       |
| 19-6-2023  | Єрусалим                   | Ізраїль              | 2 – 1     | Андорра              | Відбір до ЧЄ 2024                    | -    | 60'        |
| 9-9-2023   | Андорра-ла-Велья           | Андорра              | 0 – 0     | Білорусь             | Відбір до ЧЄ 2024                    | -    |            |
| 12-9-2023  | Сьйон                      | Швейцарія            | 3 – 0     | Андорра              | Відбір до ЧЄ 2024                    | -    |            |
| 12-10-2023 | Андорра-ла-Велья           | Андорра              | 0 – 3     | Косово               | Відбір до ЧЄ 2024                    | -    |            |
| 15-10-2023 | Бухарест                   | Румунія              | 4 – 0     | Андорра              | Відбір до ЧЄ 2024                    | -    | 19', 90+1' |
| 21-11-2023 | Андорра-ла-Велья           | Андорра              | 0 – 2     | Ізраїль              | Відбір до ЧЄ 2024                    | -    |            |
| Усього     |                            | Матчів               | 76        |                      | Голів                                | 0    |            |